# Mastaing
Mastaing település Franciaországban, Nord megyében. Lakosainak száma 900 fő (2022. január 1.). Mastaing Abscon, Bouchain, Marquette-en-Ostrevant, Rœulx, Émerchicourt és Wavrechain-sous-Faulx községekkel határos.

## Népesség
A település népességének változása:
| Lakosok száma | 848  | 844  | 858  | 865  | 877  | 881  | 887  | 889  | 900  |
|               | 2013 | 2015 | 2016 | 2017 | 2018 | 2019 | 2020 | 2021 | 2022 |